# Libra de Guernsey
La libra es la moneda de la Bailía de Guernsey junto con la libra esterlina. Desde 1921, Guernsey forma parte de la unión monetaria con el Reino Unido. De esta forma la libra de Guernsey no es una moneda independiente, siendo una emisión local de billetes y monedas identificadas en libras esterlinas, en forma similar a los billetes emitidos por Escocia e Irlanda del Norte. Es convertible con las otras monedas y billetes en libras esterlinas.
Por esta razón el estándar, ISO 4217 no posee un código de moneda para la libra de Guernsey, aunque en aquellos casos en que se desee utilizar un código identificatorio se utiliza por lo general GGP.